# Шрек 2
„Шрек 2“ (на английски: Shrek 2) е американска компютърна анимация, режисирана е от Кели Асбъри, Конрад Върнън и Андрю Адамсън. Продължение е на едноименния филм през 2001 г. и втория филм във филмовата поредица „Шрек“. Главният състав се състои от Майк Майърс, Еди Мърфи и Камерън Диас, които преиграха съответните си гласови роли на Шрек, Магарето и Фиона. Те са присъединени от нови герои, озвучени от Антонио Бандерас, Джули Андрюс, Джон Клийз, Рупърт Еверет и Дженифър Сандърс. Подобно на своя предшественик, „Шрек 2“ също пародира други филми, базирани на приказки и съдържа препратки към американската популярна култура. „Шрек 2“ се осъществява след събитията от първия филм, като Шрек и Магарето се срещат с родителите на Фиона като нейната ревностна Феята-кръстница, която иска Фиона да се омъжи за сина си Принц Чаровник, заговори за унищожаването на брака на Шрек и Фиона. Шрек и магарето се обединяват с котка, наречена Пух в чизми, за да фолират плановете ѝ.
Развитието започва през 2001 година, и след разногласия с продуцентите, сценаристите от първия филм биват заменени с Андрю Адамсън. Историята е вдъхновена от комедийния драматичен филм „Познай кой ще дойде на вечеря“ (Guess Who's Coming to Dinner) през 1967 година, и нови инструменти за анимация биват използвани за подобряване на визуалния вид на всеки герой, особено Пух в чизми. Водещите актьори също получават значителни удари в заплатата си до 10 милиона долара, което по това време е сред най-високите им договори в техните кариери.
Филмът прави премиера на Филмовия фестивал в Кан през 2004 г., където се състезаваше за „Златна палма“ (Palme d'Or) и е пуснат по кината на 19 май 2004 г. Срещнат с благоприятни отзиви като предшественика си, филмът събра 919,8 милиона долара по целия свят. Той отбеляза втория по големина тридневен откриващ уикенд в американската история и най-голямото откриване за анимационен филм към момента на излизането му. Той се превърна във филм с най-голяма печалба от 2004 г. в световен мащаб. „Шрек 2“ е и най-успешният филм на DreamWorks Animation до този момент и носи титлата като анимационен филм с най-голяма печалба за всички времена в целия свят, докато „Играта на играчките 3“ (Toy Story 3) го надмина през 2010 г. Филмът получи две номинации на „Оскар“ за най-добър пълнометражен анимационен филм и най-добрата оригинална песен и свързаният с нея саундтрак достигнаха до Топ 10 на американския Billboard 200. Продължението, озаглавено „Шрек Трети“ (Shrek the Third), беше издадено през 2007 г.

## Сюжет
Младоженците Шрек (Майк Майърс) и Фиона (Камерън Диас) се връщат от техния меден месец, за да открият, че са поканени от родителите на Фиона на кралски бал, за да празнуват тяхната сватба. Шрек отказва да първо да отиде, но Фиона разговаря с него и заедно с Магарето (Еди Мърфи), те пътуват в царството на Далечното кралство. Те се срещат с родителите на Фиона, Крал Харолд (Джон Клийз) и Кралица Лилиан (Джули Андрюс), които са шокирани да видят тяхната дъщеря и техния зет като чудовища, Харолд е особено отблъснат. На вечеря, Шрек и Харолд влизат в разгорещен спор как Шрек и Фиона ще отгледат семейството си, а Фиона, отвратена от поведението на Шрек и Харолд, се заключва в стаята си същата вечер. Шрек се тревожи, че е изгубил истинската си любов, особено след като намира нейния детски дневник и прочита, че някога е била заслепена от Принц Чаровник (Рупърт Еверет).
Харолд е порицан от Феята-кръстница (Дженифър Сандърс) и нейния син, Принц Чаровник, като му напомня, че Чаровник трябва да се омъжи за Фиона в замяна на собствения му щастлив край. Тя го умолява да намери начин да се отърве от Шрек. Харолд урежда Шрек и Магарето да се присъединят към него на фиктивен лов, който всъщност е капан, за да ги примами в ръцете на убиеца Пух в чизми (Антонио Бандерас). Неспособен да победи Шрек, Пух разкрива, че той е платен от Харолд и предлага да дойде заедно и да направи поправки. Тримата се промъкват във фабриката за отвари на Феята, като се преструват, че са представители на работнически съюз и крадат отварата „Щастлив край“, която според Шрек ще възстанови любовта на Фиона към него.
Шрек и Магарето пият отварата и изпадат в дълбок сън, събуждайки се на следващата сутрин, за да открият последиците от нея: Шрек вече е красив мъж, докато Магарето се е превърнало в елегантен бял жребец. За да направи промяната постоянна, Шрек трябва да целуне Фиона до полунощ. Шрек, Магарето и Пух се връщат в замъка, за да открият, че отварата е превърнала Фиона отново в бившия си човешки вид. Въпреки това, Феята-кръстница, след като е открила кражбата на отварата, прихваща Шрек и изпраща Чаровник да позира като него и да спечели любовта на Фиона. По призоваване на Феята-кръстница Шрек напуска замъка, вярвайки, че най-добрият начин да направи щастлива Фиона, е да я напусне.
За да гарантира, че Фиона се влюбва в Чаровник, Феята-кръстница дава на Харолд любовна отвара, която да вложи в чая на Фиона. Тази размяна е подслушана от Шрек, Магарето и Пух, които са арестувани от кралските пазачи и хвърлени в тъмница. Докато кралският бал започва, няколко от приятелите на Шрек групират заедно, за да освободят триото с помощта на пекаря с размер на чудовището от джинджифилен човек на име Монго, който пробива защитните сили на замъка. Шрек е твърде късно, за да попречи на Чаровник да целуне Фиона, но вместо да се влюби в Чаровната, Фиона го нокаутира с глава. Харолд разкрива, че никога не е давал на Фиона любовната отвара, след което сега разгневената Феята-кръстница атакува Шрек. В последвалото меле Харолд се жертва, за да спаси Шрек; бронята му рикошира заклинание, изписано от Феята-кръстница, което я разпада, а Харолд е превърнат обратно в неговата истинска форма на жабок. Харолд дава благословията си за брака и се извинява за по-ранното си поведение, признавайки използването на отварата за щастлив край години по-рано, за да спечели любовта на Лилиан. Лилиан уверява Харолд, че тя го обича, а не външността му.
Докато часовникът удари в полунощ, Фиона отхвърля предложението на Шрек да останат човеци и те с радост оставят ефектите на отварата да се износят и да се върнат към техните чудовищни форми, докато Магарето се променя и в естествената си форма. В сцената в средата на финалните надписи, Дракона, който по-рано е романтизирала Магарето, разкрива, че сега имат няколко хибридни бебета дракончета-магарета за негова изненада.

## Актьорски състав
- Майк Майърс – Шрек
- Еди Мърфи – Магарето
- Камерън Диас – Принцеса Фиона
- Джули Андрюс – Кралица Лилиан
- Антонио Бандерас – Пух в чизми
- Джон Клийз – Крал Харолд
- Рупърт Еверет – Принц Чаровник ( Принц Славен)
- Дженифър Сандърс – Феята-кръстница
- Джоун Ривърс – Репортерка на червения килим
  - Кейт Торнтън осигурява гласа за британската версия.
- Лари Кинг – Дорис, грозната сестра
  - Джонатан Рос осигурява гласа за британската версия.
- Арън Уорнър – Големият лош вълк
- Коуди Камерън:
  - Пинокио
  - Трите малки прасенца
- Кристофър Найтс и Саймън Дж. Смит – Трите слепи мишки
- Конрад Върнън:
  - Джинджи, джинджифиленото човече
  - Монго
  - Седрик
  - Говорител
- Крис Милър – Магическото огледало
- Марк Моусли – Скрин
- Кели Куни – Служителка за бързо хранене
- Кели Ашбъри:
  - Пейдж
  - Елф
  - Благородник
  - Синът на благородника
- Андрю Адамсън – Капитанът на стражите

### Малки роли
- Малката роля на Джоан Ривърс е отбелязана за пръв път като истински човек, която е представена на екрана от анимационния екип на Шрек. Нейната част (макар и да запазва визуалното си представяне) беше преозвучена от водещата Кейт Торнтън за изданието на Великобритания.

- В специалните фунцкии на DVD изданието и на американското издание на VHS (само преди надписите), Саймън Коуел се появява като себе си на Far Far Away Idol, пародия на American Idol.

## Продукция
През 2001 г., скоро след като оригиналният „Шрек“ се оказа хит, Майк Майърс, Еди Мърфи и Камерън Диас договориха авансово плащане от 10 милиона долара всеки за озвучаване на продължението на филма. Това бе значително увеличение от заплатата от 350 000 долара, която им беше изплатена за първия филм. Според Джефри Каценберг, изпълнителен продуцент на „Шрек 2“ и съосновател на DreamWorks, който ръководи преговорите, плащанията вероятно са били най-високите в цялата кариера на актьорите. Очакваше се всеки от актьорите да работи общо между 15 и 18 часа. Филмът е продуциран с бюджет от 70 милиона долара.

## Саундтрак
Саундтракът на филма включва песента Accidentally in Love от Counting Crows, която певецът на групата и автор на песни Адам Дюриц вярва, „че се вписва във филма, защото това е историята на хората, които се влюбват, които не е трябвало да се влюбят“. Саундтракът е композиран от Хари Грегсън Уилямс.

## Пускане
През април 2004 г. филмът е избран да се състезава за „Златна палма“ във Филмовия фестивал в Кан през 2004 г.
„Шрек 2“ първоначално е бил планиран за пускане на екран на 18 юни 2004 г. След това филмът е преместен напред от 18 юни 2004 г. до 21 май 2004 г.; поради fan demand обаче той бе пуснат два дни по-рано от 21 май 2004 г. до 19 май 2004 г. Ден преди филмът да отиде в кината, първите пет минути бяха показани в U-Pick Live на Nickelodeon.
Играейки в 4163 киносалони през първия си уикенд в Съединените щати, „Шрек 2“ беше първият филм с над 4000 киносалона като цяло; над 3700 киносалона беше броят на деня на откриването.
През юли 2014 г. правата за разпространение на филма бяха закупени от DreamWorks Animation от Paramount Pictures (собственици на каталога DreamWorks Pictures отпреди 2005 г.) и прехвърлени в 20th Century Fox, преди да се върне към Universal Studios през 2018 г.

### Домашна употреба
Филмът беше пуснат на VHS и DVD на 5 ноември 2004 г. и на Game Boy Advance Video на 17 ноември 2005 г. 3D преобразуваната версия на филма беше пусната изключително с избрани телевизионни апарати Samsung на Blu-ray на 1 декември 2010 г., заедно с останалите три филма от поредицата. Не-3D версия беше пусната на 7 декември 2010 г., като част от Shrek: The Whole Story, и самостоятелен комбиниран пакет Blu-ray / DVD беше пуснат индивидуално на 30 август 2011 г., заедно с другите два филма от поредицата. Самостоятелната 3D Blu-ray версия на филма беше пусната на 1 ноември 2011 г. DVD изданието разполага с две коментарни песни в пълен ръст, едната от сърежисьорите Конрад Върнън и Кели Асбъри, а втората от продуцента Арон Уорнър и редактора Майкъл Андрюс.

### Far Far Away Idol
Far Far Away Idol е специална функция за изданието на DVD и VHS, базирана на American Idol и гост с участието на Саймън Коуел. Занимавайки се веднага след края на „Шрек 2“, краткия филм последва героите от Шрек се състезават в отделно време, докато се оценяват от Шрек, Фиона и Коуел.
След изпълненията на DVD изданието, зрителят получава да избере победителя. Ако обаче бъде избран някой герой извън Шрек (заедно с принцеса Фиона), Магарето или Пух, Коуел ще откаже да приеме победителя и ще се обяви за победител, скачайки на масата и изпълнявайки своето „собствено“ предаване на My Way. В края на VHS изданието, той дава връзка към уебсайт, където зрителят може да гласува за своя фаворит, за да определи крайния победител.
DreamWorks Animation обяви на 8 ноември 2004 г., три дни след издаването на DVD и VHS, че след над 750 000 гласа, победител в конкурса е Дорис.

## Рецепция

### Бокс офис
Филмът се отвори в № 1 с обща сума от петък до неделя от 108 милиона долара и 129 милиона долара след старта му в сряда, от тогавашните rek63 463 театри, за средно 25 952 долара на театър през уикенда. По онова време общо от петък до неделя на „Шрек 2“ беше вторият най-висок уикенд на отваряне, като само задминава $114,8 милиона на „Спайдър-Мен“ (Spider-Man). Освен това, събота сам успя да спечели 44,8 милиона долара, което го прави най-високата брутна единична сума по това време, като победи първата брутна брутна сума на Спайдър-Мен от 43,6 милиона долара. Филмът остана под номер 1 във втория си уикенд, разширявайки се до 2223 киносалони и събра още 95,6 милиона долара през четиридневния уикенд на Деня на паметта, като по този начин победи 85,8 милиона щатски долара четири дни на новия отварящ се ден след утре. Той прекара десет седмици в седмичния Топ 10, оставайки там до 29 юли и остана в театрите 149 дни (приблизително двадесет и една седмици), затваряйки се на 25 ноември 2004 г. Филмът беше пуснат в Обединеното кралство на 2 юли 2004 г. и оглави касата на страната за следващите два уикенда, преди да бъде детрониран от „Спайдър-Мен 2“ (Spider-Man 2).
Филмът събра 441,2 милиона долара на вътрешен пазар (САЩ и Канада) и 478,6 милиона долара на чуждестранни пазари за общо 919,8 милиона долара по целия свят, което го прави филмът с най-голям ръст и от двете през 2004 г. и в поредицата. Това също поставя филма на 14-о място в списъка на бокс офисите за всички времена и 42-рото място в световния списък на бокс офисите. Филмът продаде приблизително 71 050 900 билета в САЩ.
Филмът също така отне най-голям ръст по света, направена от анимационен филм, който преди се държеше от „Търсенето на Немо“ (Finding Nemo) (2003), въпреки че последният все още има продукт с най-голям ръст. С продажбите на DVD и стоките на „Шрек 2“ възлизат на почти 800 милиона долара, филмът (който е продуциран с бюджет от 150 милиона долара) е най-печелившият филм на DreamWorks.
Шрек 2 остана най-мащабният анимационен филм в целия свят до излизането на „Играта на играчките 3“ (Toy Story 3) (2010), и държи рекорда за анимационен филм с най-голям ръст в северноамериканския бокс офис до излизането на „Търсенето на Дори“ (Finding Dory) (2016) както и най-големия анимационен филм, който не е в Дисни в този бокс офис. 3D преиздания на Disney на „Цар лъв“ (The Lion King) (през 2011 г.) и „Търсенето на Немо“ (Finding Nemo) (през 2012 г.), „Аз, проклетникът 2“ (Despicable Me 2) (през 2013 г.), „Замръзналото кралство“ (Disney's Frozen) (също през 2013 г.), „Миньоните“ (Minions) (през 2015 г.), „Зоотрополис“ (Zootopia) (през 2016 г.), „Търсенето на Дори“ (Finding Dory) (също през 2016 г.), „Аз, проклетникът 3“ (Despicable Me 3) (през 2017 г.), и „Феноменалните 2“ (Incredibles 2) (през 2018 г.). съответно надминаха Шрек 2 и го изведе като единадесетия най-мащабния анимационен филм за всички времена.

### Критичен реценз
На агрегатора за преглед на филма Rotten Tomatoes филмът има рейтинг на одобрението от 89% въз основа на 236 отзива със средна оценка 7,68 / 10. Консенсусът на уебсайта гласи: „Може да не е толкова свеж, колкото оригиналният, но актуален хумор и цветните второстепенни герои правят Шрек 2 победител сам по себе си“. Metacritic, който използва средно претеглена стойност, присвои на филма резултат от 75 от 100 на базата на 40 критици, като посочва „като цяло благоприятни отзиви“. Анкетираните от CinemaScore зрители дадоха на филма средна оценка „А“ по скала от A + до F.
Роджър Еберт даде на филма три от четири звезди, като каза, „че е светъл, жив и забавен“, и Робърт Денерщайн от Denver Rocky Mountain News го нарекоха „рязко смешно“. Джеймс Кендрик похвали сюжета, като го нарече „познат, но смешен“. Дж. Р. Джоунс от Chicago Reader го нарече „непристъпно семейно забавление“, подобно на първия филм. Майкъл О’Съливан от The Washington Post го нарече „по-добър и забавен от оригинала“.
Въпреки че написа, че не е толкова добър като първия филм, Кевин Лали от Film Journal International описва като „изобретателен и често много смешен“. Питър Райнер от списание „Ню Йорк“ обаче заяви, че филмът „успява да отмени голяма част от това, което направи предшественика му такова компютърно генерирано радостно каране“.

### Награди и номинации
Филмът е номиниран за „Златна палма“ на Филмовия фестивал в Кан през 2004 г. Печели пет награди на 31-вите награди „Изборът на публиката“ за любим анимационен филм, любима анимационна звезда за „Магарето“ (Еди Мърфи), любима филмова комедия, любим филмов злодей за „Феята-кръстница“ (Дженифър Сандърс) и любимо продължение. Освен това спечели наградата 'Teen Choice Award в категорията за Choice Award Choice Movie – Comedy. Филмът е номиниран на 3-тата награда на обществото за визуални ефекти в категорията „Изключително изпълнение от анимиран герой в анимационен филм“.
Заедно с „История с акули“ (Shark Tale), филмът е номиниран за Оскар за най-добър пълнометражен анимационен филм, но губи от „Феноменалните“ (The Incredibles). Едни от песните във филма, Accidentaly in Love получава номинации за „Оскар“ за най-добра оригинална песен, „Златен глобус“ за най-добра оригинална песен и награда „Грами“ за най-добра песен, написан за филм или телевизия.
През 2008 г. Американския филмов институт номинира филма в списъка за топ 10 на анимационните филми.
| Награди                                                                                                 | Награди                                                      | Награди | Награди     |
| Награда                                                                                                 | Категория                                                    | Име | Резултат    |
| --- | ------------------------------------------------------------ | --- | ----------- |
| Награди „Оскар“                                                                                         | Най-добър пълнометражен анимационен филм                     | Андрю Адамсън | номинация   |
| Награди „Оскар“                                                                                         | Най-добра оригинална песен                                   | Accidentally in Love | номинация   |
| Награди „Ани“                                                                                           | Най-добър пълнометражен анимационен филм                     | Андрю Адамсън | номинация   |
| Награди „Ани“                                                                                           | Музика в анимационна продукция                               | Хари Грегсън-Уилямс | номинация   |
| Награди „Ани“                                                                                           | Най-добър сторибординг в анимационна продукция               | Конрад Върнън | номинация   |
| Награди „Ани“                                                                                           | Озвучаване в анимационна продукция                           | Антонио Бандерас | номинация   |
| Награди „Ани“                                                                                           | Най-добър сценарий в анимационна продукция                   | Андрю Адамсън Джо Стилман Дж. Дейвид Стем Дейвид Нейс                                                                                                 | номинация   |
| Awards Circuit Community Awards                                                                         | Най-добър анимационен филм                                   | | второ място |
| BMI Film & TV Awards                                                                                    | Филмова музикална награда на BMI                             | Хари Грегсън-Уилямс | награда     |
| BMI Film & TV Awards                                                                                    | Най-изпълнената филмова песен                                | Accidentally In Love | награда     |
| „Изборът на критиците“                                                                                  | Най-добър анимационен филм                                   | | награда     |
| „Изборът на критиците“                                                                                  | Най-добра анимационна песен                                  | Accidentally In Love | награда     |
| Филмов фестивал в Кан                                                                                   | Златна палма                                                 | Андрю Адамсън Кели Ашбъри Конрад Върнън | награда     |
| Асоциацията на филмовите критици в Далас – Форт Уърт (Dallas–Fort Worth Film Critics Association)       | Най-добър анимационен филм                                   | | номинация   |
| Награди „Златно дерби“ (Gold Derby Awards)                                                              | Най-добър анимационен филм                                   | | номинация   |
| Награди „Златно дерби“ (Gold Derby Awards)                                                              | Най-добра песен                                              | Counting Crows | номинация   |
| Golden Schmoes Awards                                                                                   | Най-надценен филм на годината                                | | номинация   |
| Golden Schmoes Awards                                                                                   | Най-добър филм на годината                                   | | номинация   |
| Golden Schmoes Awards                                                                                   | Най-готиния герой на годината (for Puss in Boots)            | | номинация   |
| Golden Trailer Awards                                                                                   | Най-добра семейна анимация                                   | | номинация   |
| Награди Грами                                                                                           | Най-добър компилационен албум в санундтрака                  | Андрю Адамсън Кристофър Дурдас Майкъл Остин | номинация   |
| Награди Грами                                                                                           | Най-добра песен                                              | Дейвид Брайсън Адам Дуриц Дейвид Имерглюк Матю Мали и Дан Викри за Accidentally In Love                                                               | номинация   |
| Филмовите награди в Холивуд                                                                             | Анимация на годината                                         | Андрю Адамсън Кели Ашбъри Конрад Върнън | награда     |
| International Film Music Critics Association                                                            | Най-добра оригинална музика в комедия                        | Хари Грегсън-Уилямс | номинация   |
| Награди за международно онлайн кино (International Online Cinema Awards)                                | Най-добър анимационен филм                                   | Андрю Адамсън Кели Ашбъри Конрад Върнън | номинация   |
| Награди за международно онлайн кино (International Online Cinema Awards)                                | Най-добра оригинална песен                                   | Accidentally In Love | номинация   |
| Награди за ирландска филмова и телевизионна академия (Irish Film & Television Academy)                  | Най-добра международна актриса                               | Камерън Диас | номинация   |
| Италиански национален синдикат за филмовите журналисти (Italian National Syndicate of Film Journalists) | Най-добър режисьор                                           | Андрю Адамсън Кели Ашбъри Конрад Върнън | номинация   |
| Награди за онлайн кино в Италия (Italian Online Movie Awards)                                           | Най-добър анимационен филм                                   | | награда     |
| Награди за онлайн кино в Италия (Italian Online Movie Awards)                                           | Най-добра оригинална песен                                   | Accidentally in Love | номинация   |
| Motion Picture Sound Editors                                                                            | Най-добър звуков монтаж във филм – анимация                  | Ранди Том Денис Ленърд Джонатан Нъл Мерилин Маккопън Дейвид Хюс Скот Гуитеау Джи Ар Гръбс Ева Цтомпке Лари Оутфийлд Андре Фенли Марк Жан Влодаркиевич | номинация   |
| Филмови и телевизионни награди на MTV (MTV Movie & TV Awards)                                           | Най-добро комедийно изпълнение                               | Антонио Бандерас | номинация   |
| Филмови награди на MTV, Мексико (MTV Movie Awards, Mexico)                                              | Любим глас на анимационен филм                               | Евгенио Дебрез за гласа на Магарето в Латинска Америка                                                                                                | награда     |
| Награди „Изборът на децата“ (Nickelodeon Kids' Choice Awards)                                           | Любим филм                                                   | | номинация   |
| Награди „Изборът на децата“ (Nickelodeon Kids' Choice Awards)                                           | Любим анимационен филм                                       | | номинация   |
| Награди „Изборът на децата“ (Nickelodeon Kids' Choice Awards)                                           | Любим глас от анимационен филм                               | Майк Майърс | номинация   |
| Награди „Изборът на децата“ (Nickelodeon Kids' Choice Awards)                                           | Любим глас от анимационен филм                               | Еди Мърфи | номинация   |
| Награди „Изборът на децата“ (Nickelodeon Kids' Choice Awards)                                           | Любим глас от анимационен филм                               | Камерън Диас | номинация   |
| Online Film & Television Association                                                                    | Най-добър анимационен филм                                   | Арън Уорнър Дейвид Липман Джон Уилямс | номинация   |
| Online Film & Television Association                                                                    | Най-добра музика и оригинална песен                          | Адам Дуриц Чарлс Гилингнам Джим Боджиос Дейвид Имерглюк Матю Мали Дейвид Брайсън и Даниел Викърс за Accidentally In Love                              | номинация   |
| Online Film Critics Society                                                                             | Най-добър анимационен филм                                   | | номинация   |
| Награди „Изборът на публиката“                                                                          | Любима филмова комедия                                       | | награда     |
| Награди „Изборът на публиката“                                                                          | Най-добро продължение                                        | | награда     |
| Награди „Изборът на публиката“                                                                          | Любим анимационен филм                                       | | награда     |
| Награди „Изборът на публиката“                                                                          | Любима анимационна филмова звезда                            | Еди Мърфи | награда     |
| Награди „Изборът на публиката“                                                                          | Любим филмов злодей                                          | Дженифър Сандърс | награда     |
| Награди „Изборът на публиката“                                                                          | Любим филм                                                   | | номинация   |
| Phoenix Film Critics Society Awards                                                                     | Най-добра оригинална песен                                   | Accidentally in Love | награда     |
| Руски национални филмови награди (Russian National Movie Awards)                                        | Най-добър блокбастър филм                                    | | награда     |
| Награди „Сателит“ (Satellite Awards)                                                                    | най-добър анимационен или смесен медиен филм                 | Андрю Адамсън Кели Ашбъри Конрад Върнън | номинация   |
| Награди „Изборът на тийнейджърите“                                                                      | Избран филм:Анимация/Компютърно-генеририан                   | | награда     |
| Награди „Изборът на тийнейджърите“                                                                      | Избран филм – комедия                                        | | награда     |
| Награди „Изборът на тийнейджърите“                                                                      | Избран филм за лятото                                        | | номинация   |
| Visual Effects Society                                                                                  | Изключително изпълнение от анимиран герой в анимационен филм | Антонио Бандерас Раман Хюи | номинация   |
| Награди за световен саундтрак (World Soundtrack Awards)                                                 | Композитор на годината                                       | Хари Грегсън-Уилямс | номинация   |
| Награди за световен саундтрак (World Soundtrack Awards)                                                 | Най-добър оригиналнен саундтрак на годината                  | Хари Грегсън-Уилямс | номинация   |
| Награди за световен саундтрак (World Soundtrack Awards)                                                 | Най-добра песен, написана във филма                          | Counting Crows | номинация   |
| Young Artist Award                                                                                      | Най-добър пълнометражен филм – анимация                      | | номинация   |

## Друга медия

### Видео игри
- Shrek 2 (Shrek 2: Team Action) (2004)
- Shrek 2 Activity Center: Twisted Fairy Tale Fun (2004)[66]
- Shrek 2: Beg for Mercy (2004)[67]
- Shrek Super Slam (2005)
- Shrek Smash n' Crash Racing (2006)

## Продължения и спин-офи
„Шрек 2“ има две продължения – те са „Шрек Трети“ (Shrek the Third) и „Шрек завинаги“ (Shrek Forever After). Спин-оф филмът „Котаракът в чизми“ (Puss in Boots) е пуснат на 28 октомври 2011 г. и е фокусиран върху едноименния герой, който беше представен в този филм. На 6 ноември 2018 г. от Variety съобщиха, че Крис Меледандри е имал задача да рестартира както Шрек, така и Котаракът в чизми, като оригиналният актьорски потенциал се връща.

## „Шрек 2“ В България
В България филмът е пуснат по кината на 1 октомври 2004 г. от киноразпространителя Съни филмс.
На 6 април 2005 г. е издаден на VHS и DVD от Прооптики България със субтитри на български, вместо с дублаж. В българското VHS издание на филма от Прооптики включва късометражния филм Far Far Away Idol след филма.
На 25 декември 2007 г. е излъчен за първи път по bTV с български войсоувър дублаж.
През 2010 г. започва и по Нова телевизия, където дублажът е насинхронен, преди Лафазанов да бъде сменен от Йордан Господинов в „Шрек завинаги“. Прави повторения и по KinoNova до април 2017 г.